# Eddie Edwards (sciatore)
Michael Thomas Edwards, detto Eddie (Cheltenham, 5 dicembre 1963), è un ex saltatore con gli sci britannico. Soprannominato The Eagle (L'aquila), divenne celebre per essere stato il primo atleta britannico ad aver partecipato ai giochi olimpici invernali nella specialità del salto con gli sci: alle Olimpiadi di Calgary 1988 giunse ultimo nelle gare dai trampolini K70 e K90.
La sua storia è stata raccontata nel 2016 nel film biografico Eddie the Eagle - Il coraggio della follia.

## Biografia
Nato in una nazione priva di grandi tradizioni negli sport sciistici, iniziò a sciare a tredici anni sulla pista artificiale della collina di Gloucester, prima di prendere parte nel dicembre 1977 ad una settimana bianca organizzata dalla sua scuola sulle Dolomiti trentine ad Andalo.
Discreto sciatore nella discesa libera, tentò di qualificarsi per le Olimpiadi invernali del 1984 a Sarajevo.
Per incrementare la possibilità di qualificarsi alle Olimpiadi di Calgary, nel 1985 si trasferì a Lake Placid, negli Stati Uniti, per formarsi e partecipare a gare di livello più elevato, ma si trovò subito a corto di fondi. Per realizzare ugualmente il suo sogno olimpico, passò allo sci nordico e in particolare al salto con gli sci, sia per ragioni economiche sia per ottenere una più facile qualificazione olimpica, dal momento che da oltre 60 anni non vi era alcun saltatore britannico in attività. Sfruttando i regolamenti del Comitato Olimpico Internazionale, che in quel periodo garantivano a ogni Paese la possibilità di iscrivere almeno un rappresentante in ogni gara, Edwards apprese i rudimenti della disciplina e si allenò per due anni, in vista di Calgary 1988.
Edwards iniziò a saltare a Lake Placid sotto lo sguardo di John Viscome e Chuck Berghorn, di cui utilizzò le attrezzature, anche se doveva indossare sei paia di calze per poterne calzare gli scarponi da sci. Eddie era svantaggiato dal suo peso corporeo (circa 82 kg, cioè 9 kg in più rispetto ai concorrenti più pesanti) e dalla mancanza di sostegno economico per la formazione, che era totalmente finanziata da lui stesso: per mantenersi lavorò come intonacatore, addetto alle pulizie e spalatore di neve. Essendo affetto da grave ipermetropia era costretto a indossare sotto la maschera da sci occhiali dotati di lenti da vista molto spesse, che a causa dell'alta quota si appannavano facilmente durante i salti.
Nell'estate 1986 andò ad allenarsi, a proprie spese, sul trampolino di Kandersteg (Svizzera).

## Debutto nelle competizioni internazionali
Il suo esordio internazionale avvenne nella Coppa Europa FIS a St. Moritz il 26 dicembre 1986, dove saltò 60 metri, classificandosi al 67º e ultimo posto, così come in molte altre competizioni successive. Pochi giorni dopo, il 30 dicembre 1986, debuttò in Coppa del Mondo a Oberstdorf (gara valida anche ai fini del Torneo dei quattro trampolini), dove saltò 65 metri, piazzandosi 110º con soli 15 punti. Nella stessa città partecipò nel febbraio 1987 ai campionati del mondo dal trampolino normale, dove giunse ultimo (59 m e 61,5 m), alle spalle dello spagnolo Bernat Solà. In seguito volò in Svezia per le gare di coppa del mondo a Örnsköldsvik e Falun, dove giunse ultimo in entrambe. Il 20 marzo 1987 a Oslo, per la prima volta nella sua carriera, non giunse ultimo: si classificò penultimo (85º posto), davanti all'olandese Gerrit Konijnenberg; lo stesso risultato venne registrato due giorni dopo. Alla fine della stagione sportiva gareggiò in Norvegia nella Coppa Europa sui trampolini di Stjørdal (dove fece registrare il salto più corto della competizione -45 metri-, giungendo nuovamente in ultima posizione), Sprova (penultimo) e a Meldal, dove migliorò il suo miglior piazzamento: giunse quartultimo, superando il norvegese Ole Tallakstad e gli statunitensi Scott Larson e Blue Teramoto. Nell'ultima gara stagionale a Stjørdal giunse di nuovo ultimo.
La stagione 1987-1988 iniziò con il penultimo posto nella gara di Coppa Europa a St. Moritz (dove superò solo il suo connazionale Alan Jones). Prese parte poi a tutte le quattro gare del 36º Torneo dei quattro trampolini: nelle ultime due gare giunse penultimo. Prima delle Olimpiadi invernali di Calgary partecipò ad altre due gare di Coppa del Mondo, posizionandosi rispettivamente all'ultimo e al penultimo posto.
Successivamente prese parte ad altre sette gare di Coppa del Mondo, tutte nel contesto del torneo (miglior piazzamento: 94° a Garmisch-Partenkirchen il 1º gennaio 1989). Prese parte anche alla gara di Oberstdorf (67° nel trampolino normale), dove riuscì a conquistare il record britannico con un salto di 73,5 metri.

## La partecipazione alle olimpiadi invernali del 1988
Ottenuto il primato nazionale, Edwards riuscì così a guadagnarsi la convocazione olimpica: ne fu informato mentre lavorava come intonacatore e risiedeva temporaneamente in un ospedale psichiatrico finlandese (non come paziente, ma a causa della mancanza di fondi per trovare una sistemazione alternativa).

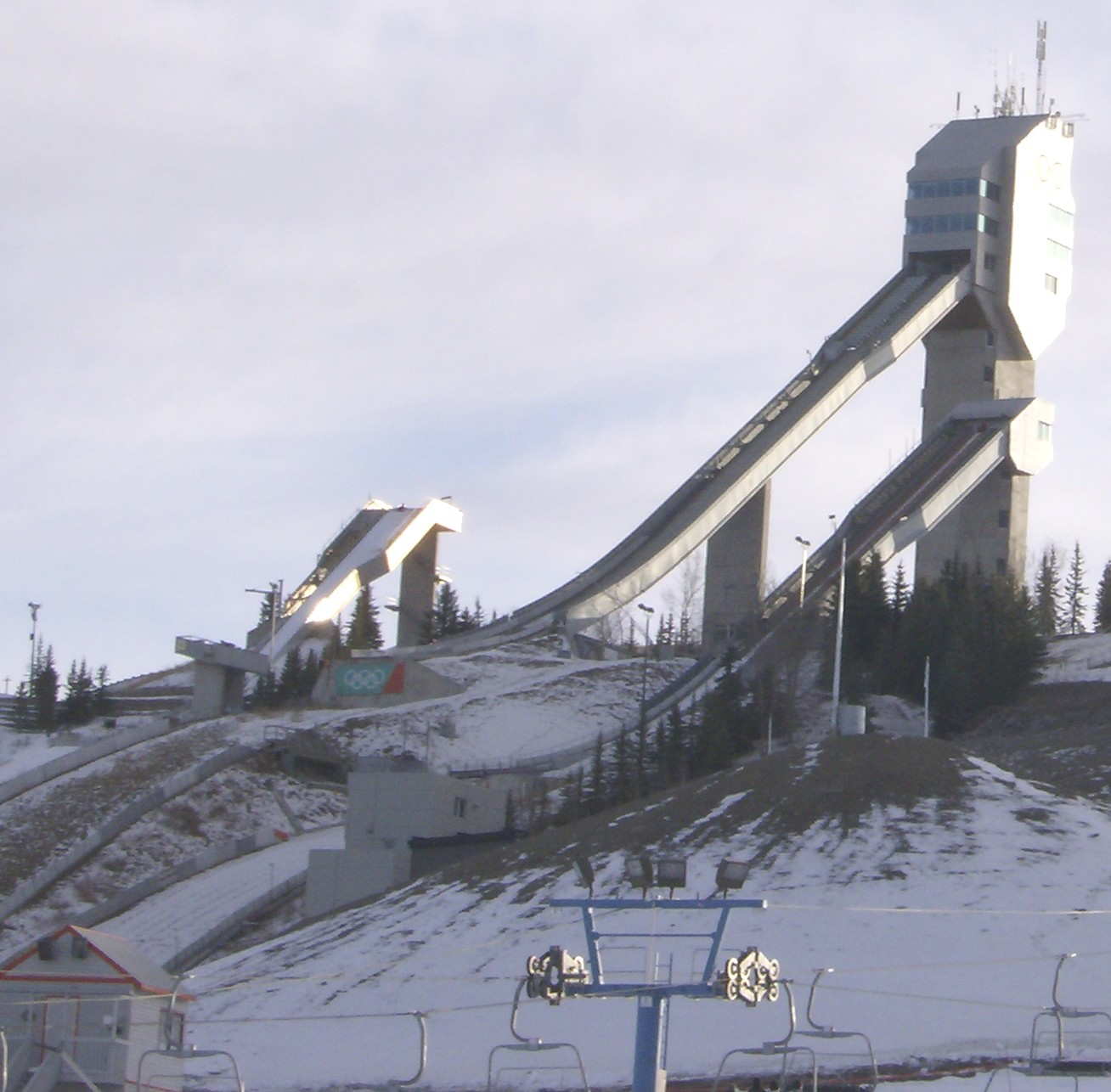
I trampolini da sci del Canada Olympic Park di Calgary

Alle Olimpiadi di Calgary prese parte alla gara del trampolino normale K70, indossando un nuovo casco regalatogli dalla squadra italiana, mentre gli atleti austriaci gli offrirono un nuovo paio di sci: realizzò due salti da 55 metri, classificandosi al 58º e ultimo posto con 69,2 punti (il penultimo concorrente ottenne 140,4 punti con salti da 71 e 68,5 metri, mentre il vincitore conseguì 229,1 punti con salti di 89,5 m). A sorpresa partecipò anche alla gara dal trampolino lungo K90 e anche in questa gara arrivò ultimo (55º posto) con 57,5 punti (salti da 71 m e 67 m), con ampissimi distacchi dalla penultima posizione (il canadese Todd Gilman saltò 96 e 86,5 m, ottenendo 110,8 punti) e dal vincitore (Matti Nykänen con 224 punti e salti da 118,5 m e 107 m).
| Evento              | 1° salto | 1° salto | 2° salto | 2° salto | Totale     | Totale     |
| Evento              | Distanza | Punti    | Distanza | Punti    | Tot. punti | Classifica |
| ------------------- | -------- | -------- | -------- | -------- | ---------- | ---------- |
| Trampolino normale  | 55,0 m   | 34,1     | 55,0 m   | 35,1     | 69,2       | 58°        |
| Trampolino speciale | 71,0 m   | 30,0     | 67,0 m   | 27,5     | 57,5       | 55°        |

Il suo caso destò scalpore e curiosità nella stampa sportiva, tanto che perfino l'allora presidente degli Stati Uniti d'America, Ronald Reagan, volle assistere a una sua gara, interrompendo una riunione. Edwards criticò i giornalisti, che lo paragonavano a Mr. Magoo per il suo aspetto fisico: "Hanno detto che avevo paura delle altezze. Ma io facevo sessanta salti in un giorno, il che non è certo qualcosa che qualcuno con paura delle altezze sarebbe stato in grado di fare".

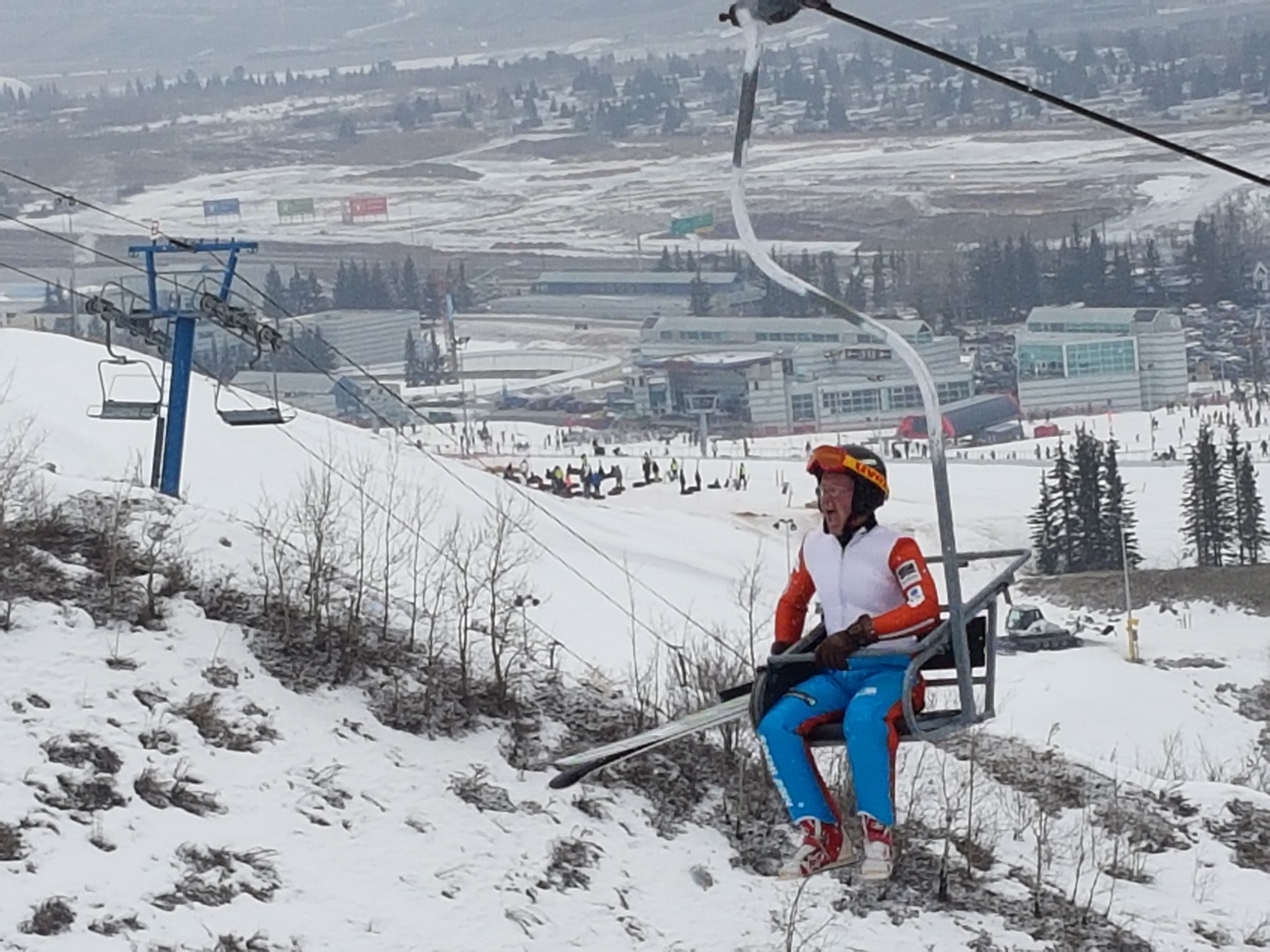
Eddie "The Eagle" a Calgary nel marzo 2017

La sua mancanza di successo commosse il pubblico e lo fece diventare subito una celebrità mediatica nei talk show in tutto il mondo, grazie soprattutto alla sua apparizione al The Tonight Show durante i giochi olimpici. Alla cerimonia di chiusura delle Olimpiadi il presidente del Comitato organizzatore, Frank King, celebrò gli sforzi di Edwards ("In questi giochi, alcuni atleti hanno vinto la medaglia d'oro, alcuni hanno battuto dei record, e alcuni di voi hanno addirittura volato come un'aquila"), mentre i circa 100.000 spettatori iniziarono a urlare "Eddie, Eddie!". Per breve tempo Edwards divenne un personaggio dello spettacolo, pubblicando il libro umoristico On the Piste (Sulla pista) e registrando alcuni singoli musicali. Si stima che nel 1988 abbia guadagnato circa 400.000 sterline.

## Dopo le Olimpiadi
Alla fine della stagione 1987-1988 partecipò a due gare di Coppa del Mondo, a Oslo e a Planica (sempre ultimo).
Nella stagione successiva, Edwards iniziò con un tour del Nord America in Coppa del Mondo: ultimo a Thunder Bay per due volte, giunse penultimo nella prima gara di Lake Placid e quartultimo nella seconda gara. Partecipò poi alle due gare tedesche del 37º Torneo dei quattro trampolini, che furono le sue ultime apparizioni in Coppa del Mondo, giungendo sempre ultimo. Nel marzo 1989 gareggiò in Coppa Europa nelle due gare di Schönwald (penultimo e terzultimo).
Nel 1989 Edwards si schiantò dal trampolino del Monte Isel a Innsbruck, rompendosi la clavicola; pur avendo annunciato di voler partecipare ai campionati mondiali di sci nordico 1989 a Lahti, questa fu la sua ultima gara, poiché gli organizzatori gli impedirono l'ulteriore partecipazione alle gare di salto con gli sci. Inoltre il CIO cambiò le regole nel 1990 ed Edwards non riuscì a qualificarsi per le successive Olimpiadi.

### La regola di Eddie "The Eagle"
L'attenzione diffusa che Edwards ricevette a Calgary mise in imbarazzo gli organizzatori delle gare di salto con gli sci; poco dopo la fine delle Olimpiadi invernali, i requisiti di accesso furono rafforzati, in modo da rendere quasi impossibile la partecipazione olimpica a chiunque avesse voluto seguire l'esempio di Edwards, che non poté prendere parte ad altre edizioni dei Giochi olimpici a causa di modifiche regolamentari che imposero requisiti minimi per l'ammissione.
In risposta al fenomeno Edwards, nel 1990 il Comitato Olimpico Internazionale (CIO) istituì quella che divenne nota come la "regola di Eddie The Eagle", che richiede per la partecipazione olimpica di competere preventivamente in eventi internazionali e di essere collocato nel 30% degli atleti migliori, oppure entro i primi 50 concorrenti.
Per questo motivo Edwards non riuscì a qualificarsi per le Olimpiadi invernali del 1992 ad Albertville (Francia) e del 1994 a Lillehammer (Norvegia). Ciononostante, ottenne una sponsorizzazione di cinque anni dalla Eagle Airlines, una piccola società di charter britannica, per finanziare il suo tentativo di qualificarsi ai Giochi olimpici del 1998 a Nagano (Giappone), ma senza successo neppure quella volta.

## Ritorno alle competizioni
Eddie Edwards tornò a saltare nelle gare internazionali nel marzo 1996, partecipando a due gare di Coppa Continentale a Örnsköldsvik, in Svezia, dove giunse nuovamente ultimo. Nella stagione 1996-1997 fece altre tre apparizioni in Coppa Continentale: il 29 dicembre 1996 ottenne il suo miglior piazzamento nelle competizioni internazionali, classificandosi al 36º posto nella gara di Lake Placid, davanti a ben otto saltatori statunitensi. Chiuse la carriera agonistica a Westby nelle due gare dell'8 e 9 febbraio 1997, dove si classificò rispettivamente al 45º posto (davanti a cinque atleti) e al 41º posto (davanti a otto saltatori); peraltro in entrambe queste due ultime competizioni fece registrare la rara impresa di ottenere salti con punteggio negativo (-10,6 e -6,3 punti).
Nonostante i suoi pessimi risultati, Edwards giunse vicino alla qualificazione per le Olimpiadi invernali del 1998 a Nagano, riuscendo anche a trovare la sponsorizzazione della piccola compagnia aerea britannica Eagle Airlines: nel campionato statunitense giunse al 29º posto, ma pur avendo superato la cosiddetta "regola di Eddie The Eagle" non riuscì comunque ad andare alle Olimpiadi.

### Il ritorno in Canada

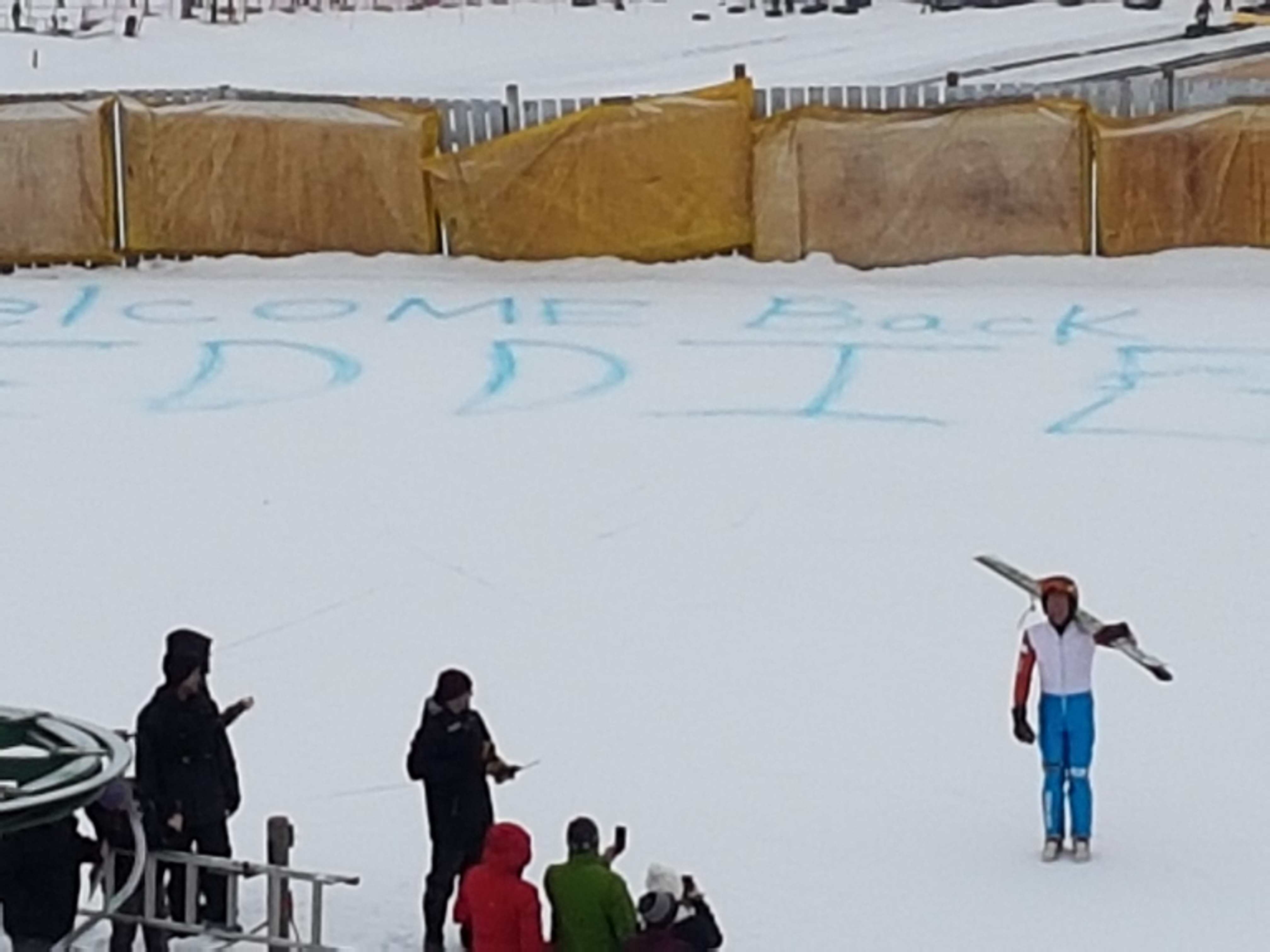
Eddie the Eagle dopo un salto a Calgary nel 2017

Il 13 febbraio 2008 Edwards ritornò a Calgary per partecipare ai festeggiamenti per il ventesimo anniversario dei Giochi olimpici invernali. Durante la sua visita inaugurò, insieme a un membro della squadra di bob giamaicana, la nuova teleferica del Parco Olimpico del Canada (attrazione che simula la velocità di un saltatore con gli sci) e guidò una processione di sciatori sulle piste del parco, mentre portava in mano una torcia olimpica.
Edwards venne scelto come tedoforo nella staffetta per le Olimpiadi di Vancouver del 2010, e il 7 gennaio 2010 a Winnipeg portò la torcia.

## Vita privata
Edwards vive a Woodchester, è divorziato e ha due figlie. Dopo aver dichiarato bancarotta nel 1992, si è iscritto all'Università di Leicester, dove nel 2003 ha conseguito la laurea in legge, anche se poi ha continuato la sua attività di muratore. In seguito ha subito un'operazione agli occhi, abbandonando i caratteristici occhiali.

## Il film
L'interesse suscitato dal suo caso gli procurò notorietà e vari contratti pubblicitari. Ispirato alla sua vita, nel 2016 è stato realizzato il film Eddie the Eagle - Il coraggio della follia, con Taron Egerton nei panni di Eddie Edwards.

## Opere

### Libri
- (EN) On the Piste: Stories and Tales from the Slopes, coautore Dave Crowe, Andre Deutsch, 1999, ISBN 0-233-99497-1.
- (EN) Eddie the Eagle: My Story, Graymalkin Media, 2016, ISBN 1-63168-064-1.

### Singoli musicali
- Fly Eddie Fly, 1988
- Straight To The Top, 1988
- Mr. Ed, 1988 (Cheekie B feat. Eddie "The Eagle" Edwards)
- Mun nimeni on Eetu, 1991
- Eddien siivellä, 1991
- The Olympic Dream, 2012